# دوغ غالاغير
دوغ غالاغير (بالإنجليزية: Doug Gallagher)‏ هو لاعب كرة قاعدة أمريكي، ولد في 21 فبراير 1940 في فريمونت في الولايات المتحدة، وتوفي بنفس المكان في 17 ديسمبر 2017.

## وصلات خارجية
- دوغ غالاغير على موقع دوري كرة القاعدة الرئيسي (الإنجليزية)
- دوغ غالاغير على موقعبيزبول رفرنس.كوم (الدوري الرئيسي) (الإنجليزية)
- دوغ غالاغير على موقعبيزبول رفرنس.كوم (الدوري الثانوي) (الإنجليزية)